# حمدی صالحی
حمدی صالحی (انگلیسی: Hamdi Salihi؛ زادهٔ ۱۹ ژانویهٔ ۱۹۸۴) بازیکن فوتبال اهل آلبانی است.
از باشگاه‌هایی که در آن بازی کرده‌است می‌توان به باشگاه فوتبال راپید وین، باشگاه فوتبال تیرانا، باشگاه فوتبال دی‌سی یونایتد، باشگاه فوتبال اسکندربو کورچه، باشگاه فوتبال پانیونیوس و باشگاه فوتبال جیانگسو سونینگ اشاره کرد.
وی همچنین در تیم‌های ملی فوتبال زیر ۱۹ سال آلبانی، زیر ۲۱ سال آلبانی، و آلبانی بازی کرده‌است.